# Lijst van gemeenten van Baja California
De Mexicaanse deelstaat Baja California bestaat uit zeven gemeenten.
| INEGI | Gemeente           | Inwoners  | Oppervlakte  | Hoofdplaats | Inwoners  |
| ----- | ------------------ | --------- | ------------ | ----------- | --------- |
| 001   | Ensenada           | 443.807   | 19.526,8 km² | Ensenada    | 330.652   |
| 002   | Mexicali           | 1.049.792 | 14.528,3 km² | Mexicali    | 854.186   |
| 003   | Tecate             | 108.440   | 2.861,2 km²  | Tecate      | 81.059    |
| 004   | Tijuana            | 1.922.523 | 1.074,1 km²  | Tijuana     | 1.810.645 |
| 005   | Playas de Rosarito | 126.890   | 506,3 km²    | Rosarito    | 126.890   |
| 006   | San Quintín        | 117.568   | 32.953,3 km² | San Quintín | 4.754     |
| 007   | San Felipe         | 19.204    | 10.808,0 km² | San Felipe  | 17.143    |

| Detailkaart                           |
| ------------------------------------- |
|                                       |
| Ligging Baja California binnen Mexico |
|                                       |
| Gemeenten ingedeeld naar INEGI code   |

Ensenada · Mexicali · Playas de Rosarito · Tijuana · San Felipe · San Quintín · Tecate